# Économie hydrogène
L'économie hydrogène ou économie de l'hydrogène est le modèle économique dans lequel le dihydrogène (de formule chimique H2) servirait de vecteur d'énergie commun pour mutualiser les différents types de production d’énergie et pallier le problème de l’intermittence des énergies renouvelables.
Ce principe est envisagé pour la première fois par Jules Verne en 1874, puis de façon plus détaillée par John Burdon Sanderson Haldane en 1923, et l'Allemagne nazie l'utilise pour produire des combustibles synthétiques à partir du charbon.
La production d'hydrogène est évaluée en 2021 à 94 Mt (millions de tonnes), dont l'essentiel pour le raffinage (élimination du soufre) et la production d'ammoniac ; cette production provient pour 62 % du gaz naturel, 18 % du pétrole, 19 % du charbon, 0,7 % d'une énergie fossile avec captage et valorisation du CO2 et 0,04 % de l'électrolyse de l'eau.
L'économie de l'hydrogène est de plus en plus invoquée pour ses potentielles perspectives d'avenir, en particulier :
- stocker les excédents des énergies renouvelables intermittentes (éolien, solaire, énergie marémotrice, etc.) ;
- contribuer à la décarbonation de l'économie : transport longue distance, industrie lourde, chimie, carburants, etc, où l'hydrogène peut remplacer les combustibles fossiles.

La notion d’économie hydrogène évoque aussi un système économique mondial qui pourrait se substituer à l'actuelle économie du pétrole, comme l'évoque le prospectiviste Jeremy Rifkin dans son livre sur la troisième révolution industrielle.
L'impact climatique de l'hydrogène dépend entièrement de la manière dont on le produit, qui peut être « propre » (décarboné), ou « sale » s'il provient d'hydrocarbures fossiles ou d'une agrochimie controversée.
À partir de 2020, le Pacte vert pour l'Europe et les subventions prévues par le plan de relance européen suscitent une vague de projet de production d'hydrogène décarboné.

## Histoire

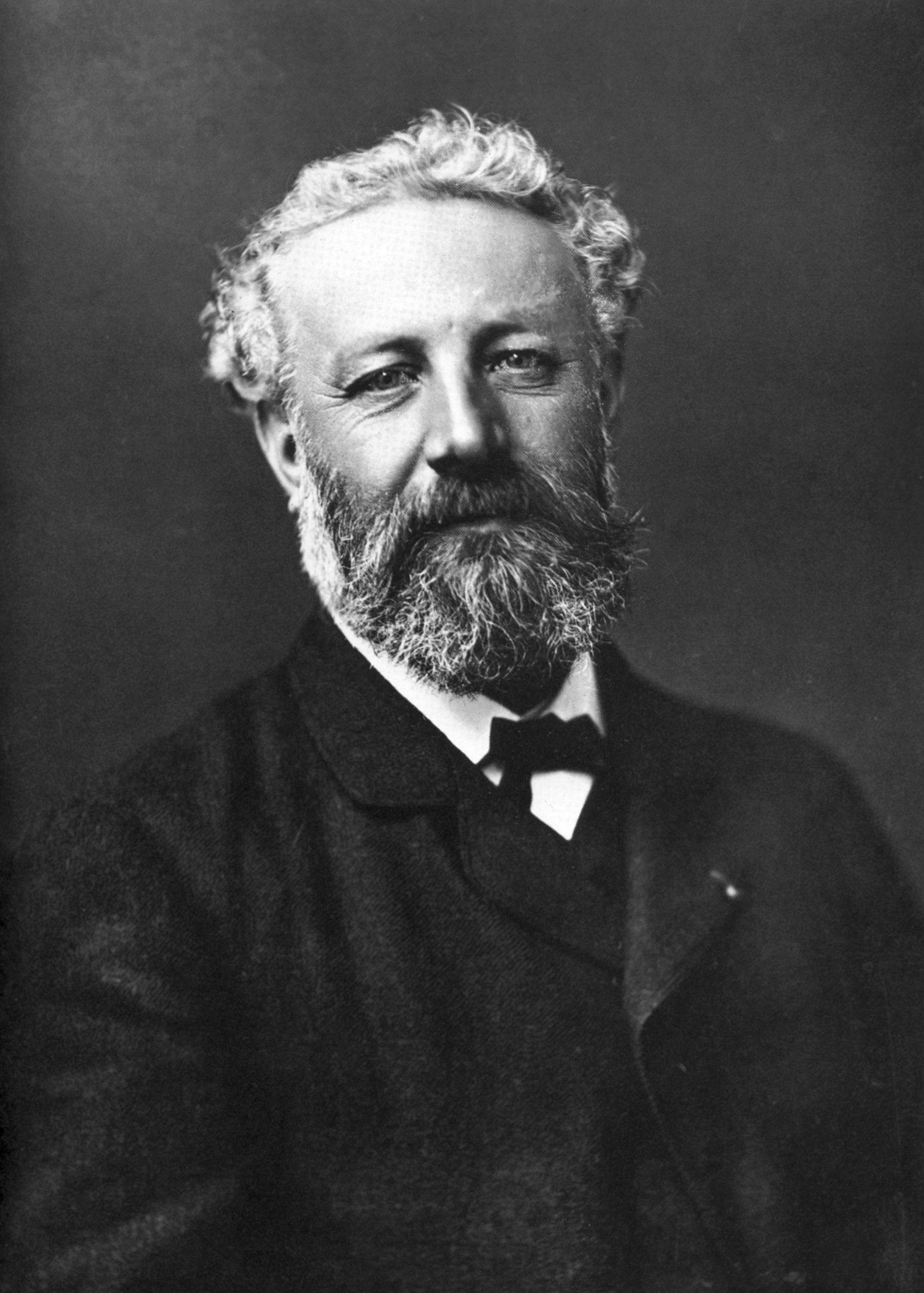
Jules Verne : « je crois que l’eau sera un jour employée comme combustible. »

En 1800, William Nicholson et Sir Anthony Carlisle, découvrent l'électrolyse de l'eau.
En 1839, le chimiste suisse Christian Friedrich Schönbein découvre le principe de la pile à combustible et en 1845, William Robert Grove réalise la première pile à combustible, qu'il baptise la gas voltaic battery.
En 1874, Jules Verne écrit dans son roman L'Île mystérieuse : « Oui, mes amis, je crois que l’eau sera un jour employée comme combustible, que l’hydrogène et l’oxygène, qui la constituent, utilisés isolément ou simultanément, fourniront une source de chaleur et de lumière inépuisables et d’une intensité que la houille ne saurait avoir »,.

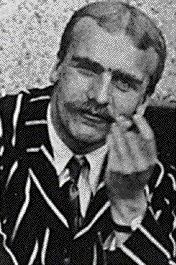
J. B. S. Haldane envisage en 1923 un modèle économique basé sur l'hydrogène.

En 1910, Fritz Haber dépose un brevet pour un procédé chimique destiné à synthétiser de l'ammoniac (NH3) à partir du diazote (N2) gazeux atmosphérique et du dihydrogène (H2) gazeux en présence d'un catalyseur ; il reçoit le prix Nobel 1918 de chimie pour ces travaux ; le procédé Haber est perfectionné ensuite par le Français Georges Claude, fondateur de la société L’Air liquide. L’hydrogène devient une matière première de l’industrie chimique, en particulier pour la fabrication d'engrais et d'explosifs.
Le principe de l'économie hydrogène est envisagé de façon plus détaillée que chez Jules Verne, en introduisant le concept d'hydrogène renouvelable, par John Burdon Sanderson Haldane en 1923, dans son article « Science and the Future »,.
L'Allemagne nazie utilise l'hydrogène pour produire des combustibles synthétiques à partir du charbon.
En 1959, Francis Thomas Bacon, de l'université de Cambridge, construit le premier prototype de pile à combustible, de 5 kW, qui servira de modèle pour les futures piles à combustible utilisées lors des missions spatiales Apollo.
En 1970, l'électrochimiste John Bockris (en) invente le terme d'« économie hydrogène » ; il publiera plus tard Energy: The Solar-Hydrogen Alternative (Énergie, l'alternative hydro-solaire), qui décrit sa vision d'une économie où les villes américaines serait alimentées par l'énergie solaire via l'hydrogène qui compenserait son caractère intermittent.
En 1990, la première centrale de production d'hydrogène à partir d'énergie solaire est mise en service en Bavière (Solar-Wasserstoff-Bayern).
En 2002, Jeremy Rifkin publie un livre intitulé L'économie hydrogène - Après la fin du pétrole, la nouvelle révolution économique et l'évoque à nouveau dans son livre de 2011 sur la troisième révolution industrielle.
Des découvertes d'hydrogène naturel dans des environnements géologiques continentaux et côtiers ont été faites ces dernières années, comme à Bourakébougou au Mali en 2018, et ouvrent la voie à l'exploration de cette ressource pour soutenir les efforts de la transition énergétique.

## Production à grande échelle

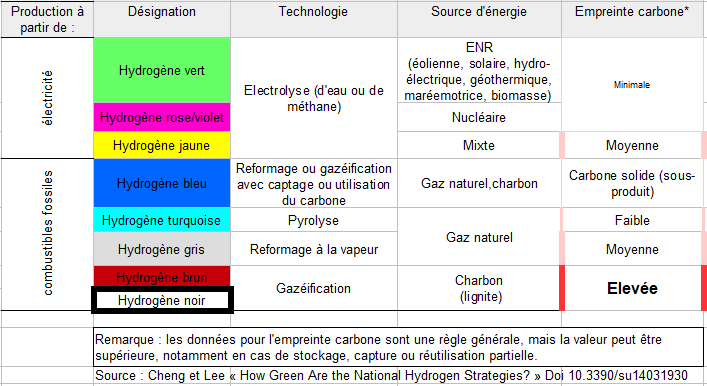
Les couleurs de l'hydrogène schématisent l'empreinte carbone du dihydrogène produit, dans un objectif de décarbonation.

La production d'hydrogène est évaluée en 2021 à 94 millions de tonnes, dont l'essentiel pour le raffinage (élimination du soufre) et la production d'ammoniac ; cette production provient pour 62 % du gaz naturel, 18 % du pétrole, 19 % du charbon, 0,7 % d'une énergie fossile avec captage et valorisation du CO2 et 0,04 % de l'électrolyse de l'eau.
L'hydrogène est produit en usine par deux procédés principalement :
- à partir d'hydrocarbures ou de charbon. C'est actuellement la solution la plus courante et la plus économique, offrant la meilleure efficacité énergétique mais son coût dépend de celui des produits pétroliers. Néanmoins, cette solution ne fait que reporter le problème de la consommation d'énergies fossiles. Ce procédé représentait 96 % de la production mondiale en 2006[11]. On parle alors d'« hydrogène gris » ; lorsque le CO2 émis par ce procédé est capté puis réutilisé ou stocké, on parle d'« hydrogène bleu ». La technologie du captage et du stockage de carbone est au point mais son utilisation reste balbutiante[12] ;
- par électrolyse de l'eau. Exempte de rejets de gaz à effet de serre, avec un rendement plus important que la solution énoncée plus haut[réf. nécessaire] mais bien plus onéreuse et consommant de l'électricité. Si cette électricité est verte (produite à partir d'énergie renouvelable), on parle d'« hydrogène vert ». Si l'électricité est décarbonée (énergie renouvelable ou nucléaire) le système est présenté comme « propre » ou vertueux du point de vue climatique, « du puits à la roue ».

Le coût de production de l'« hydrogène vert » est estimé en 2020 à 5 €/kg contre 2,5 €/kg pour l'« hydrogène bleu » et 1,5 €/kg pour l'« hydrogène gris », mais le Conseil de l'hydrogène, qui rassemble les grands industriels du secteur, estime qu'on peut réduire le coût de l'hydrogène « vert » de plus de moitié d'ici à 2030 à condition de déployer les électrolyseurs de façon massive (90 GW) pour faire baisser leur coût et de faire baisser significativement le prix de l'électricité renouvelable grâce au développement de l'éolien en mer. Même dans ce scénario, beaucoup estiment que l'hydrogène ne pourra pas vraiment décoller sans une taxe sur le carbone. Cependant, le prix de l'hydrogène gris est lié directement au cours du gaz naturel, qui a fortement augmenté en 2021 à la suite du redémarrage de l'économie après la pandémie de Covid-19, faisant monter le coût de production de l'hydrogène gris à 6 €/kg, au moins temporairement, face à un hydrogène vert à 5 €/kg.
D'autres méthodes de production sont à l'étude comme :
- la production biologique d'hydrogène par des algues. Selon Anastasios Melis de l'université de Berkeley, une ferme d'algues de la taille du Texas produirait assez d'hydrogène pour pourvoir aux besoins mondiaux. Environ 25 000 kilomètres carrés suffisent pour remplacer l'utilisation d'essence aux États-Unis (moins du dixième de la surface utilisée pour la culture de soja dans ce pays)[14] ;
- un hydrogène «turquoise» pourrait un jour provenir d'un craquage thermique transformant le gaz naturel CH4 en hydrogène et en carbone solide (graphite, actuellement classé matière première critique par l’UE). Cette solution peut être mise en œuvre dans l'industrie métallurgie, via la pyrolyse en présence de métal fondu, elle est explorée par Gazprom et BASF[5] ; des réacteurs nucléaires à très haute température sont également envisagés.

## Usages de l'hydrogène

### Industrie
L'hydrogène est actuellement utilisé majoritairement dans l'industrie chimique (production d'ammoniac et de méthanol) et pétrochimique (raffinage du pétrole), ainsi que, en quantités moindres, pour la fabrication de graisses végétales.
Des essais sont en cours pour utiliser de l'hydrogène en remplacement du charbon pour la réduction du minerai de fer, étape initiale de la production d'acier.
De même, des essais sont en cours pour utiliser de l'hydrogène dans la production du verre. Il est à noter que l'hydrogène s'utilise déjà dans la production de verre plats afin de générer une atmosphère protectrice. Cependant, des projets visent à brûler de l'hydrogène pour l'apport en chaleur nécessaire à la fonte du verre, avec des résultats prometteurs mais encore mitigés,.

### Transport

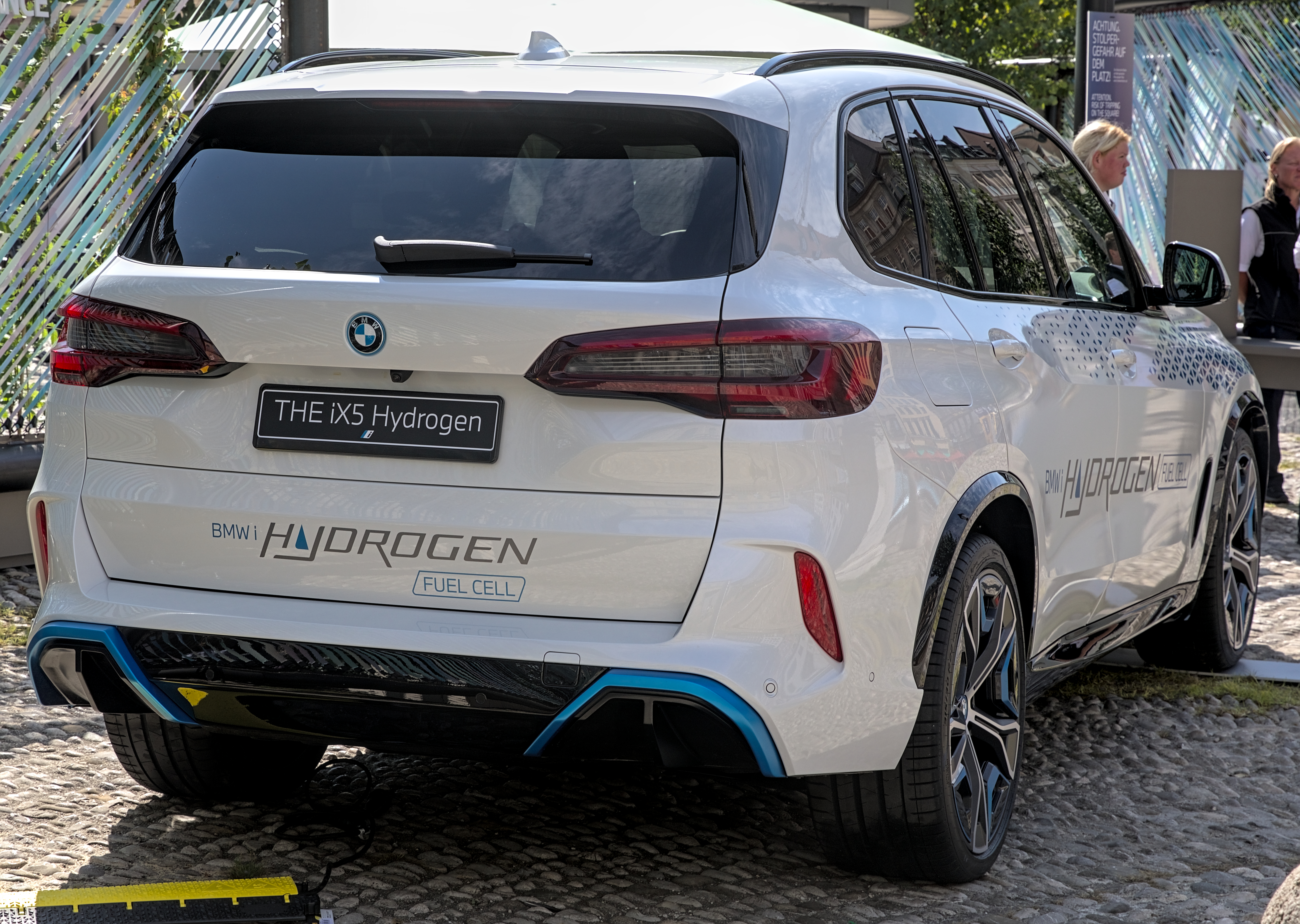
Véhicule à hydrogène.

Dans le secteur du transport, des véhicules à hydrogène peuvent être utilisés en complément de véhicules à batteries. Du fait d'une moindre autonomie, les moteurs à batteries sont plus adaptés pour des véhicules légers, tandis que l'hydrogène semble plus destiné au transport lourd longue distance. Pour le transport maritime et aérien, la faible densité de l'hydrogène fait que des dérivés comme l'ammoniac ou des combustible synthétiques pourraient être préférés.
L'utilisation de l'hydrogène pour le transport nécessiterait des infrastructures importantes, dont les stations services et pour véhicules électriques, ainsi que pour produire, stocker et transporter l'hydrogène sur des distances à l'échelle d'un pays. Il s'agit d'un effort comparable au développement des filières de distribution du pétrole, qui a demandé plusieurs dizaines d'années. Le coût du déploiement d'un système complet de distribution pourrait demander de 10 à 15 milliards de dollars pour les seuls États-Unis. Ce frein économique implique que le passage à l'hydrogène ne peut résulter que d'un choix généralisé, et nécessite aussi l'aplanissement des difficultés existantes.
En février 2020, Volvo et Daimler, avec des géants de la logistique tels que Deutsche Post DHL et Schenker déclarent que pour eux, l'avenir du fret poids-lourd est localement électrique pour les trajets courts et hybride (électrique + hydrogène) pour les longs trajets.
En 2022, l'Allemagne lance une flotte de trains 100% à hydrogène, une première mondiale.

### Production d'électricité
L'hydrogène vert peut être ré-électrifié en fonction de la demande, offrant une source d'énergie renouvelable dégagée des problèmes d'intermittence de production. Le consortium européen Hyflexpower, composé d'une dizaine d'industriels, centres de recherche et universités menés par Engie et Siemens, a démontré la faisabilité de cette solution en 2023 en convertissant une turbine à gaz de 12 MW pour l'alimenter à 100 % avec de l'hydrogène renouvelable. Ce programme de recherche et développement était financé à 70 % par des aides communautaires H2020. Une deuxième étape est en projet pour tester la cogénération de chaleur industrielle et de vapeur.

## Stockage
Très peu dense, l'hydrogène doit être comprimé à des pressions importantes (de 200 à 700 bars) pour être transportable dans un volume raisonnable. Outre les problèmes de sécurité qu'elle comporte, cette compression demande beaucoup d'énergie. Néanmoins il peut aussi être stocké dans des gazomètres à très basse pression (2 bars) puis réinjecté dans un réseau gazier à l'image de ce qui se fait déjà pour alimenter les raffineries de pétrole dans le Dunkerquois, dans le nord de la France. Enfin il peut être stocké sous forme solide à travers des hydrures. D'autres solutions sont envisagées mais non maîtrisées pour l'instant ; le stockage sous forme liquide à très basse température est envisagé, mais non maîtrisé à bord d'un véhicule alors qu'il est maîtrisé depuis longtemps pour la fusée Ariane par exemple.

## Transport

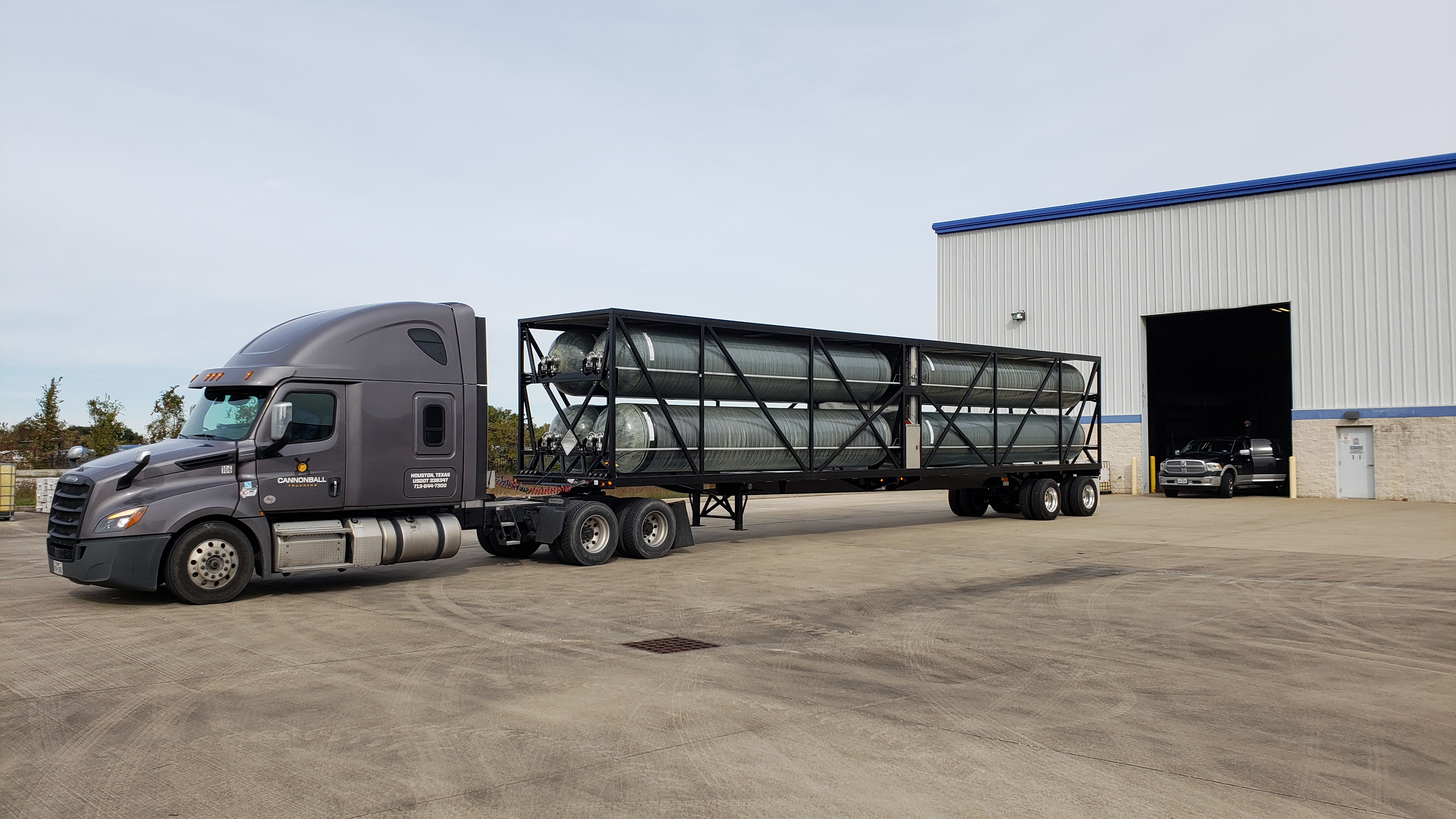
Transport d'hydrogène par camion.

L'hydrogène peut être transporté sous diverses formes similaires à celles employées pour le stocker.
Il peut être transporté sous forme gazeuse sous pression. Pour de courtes distances et de faibles quantités, l'hydrogène peut être comprimé et transporté dans des bouteilles ou des réservoirs placés sur des camions. La pression des bouteilles est généralement comprise entre 300-450 bars. Pour de grandes distances et de grandes quantités, il faut envisager un transport par canalisation, soit en construisant des canalisations dédiées, soit en réutilisant le réseau de gaz naturel si les conditions le permettent,.
L'hydrogène peut aussi être transporté sous forme liquide. Le processus a d'abord été maîtrisé pour les fusées, et il est envisagé pour le transport par bateau d'un continent à un autre, même si le transport sous forme d'ammoniac lui fait une concurrence rude,.
En effet, l'hydrogène peut aussi être utilisé pour former des composés, comme l'ammoniac ou des composés organiques. Ceci se traduit par une perte énergétique lors de sa transformation sous forme de composé dans le lieu d'export, et lors de l'extraction de l'hydrogène dans le lieu d'import s'il y a besoin. Par exemple, il est possible de former de l'ammoniac à partir d'hydrogène et d'azote. L'ammoniac est plus facile à transporter sous forme liquide que l'hydrogène, car il faut le refroidir à -30ºC plutôt qu'à -273ºC. De plus, les pertes par évaporation sont moindres, c'est donc un candidat préféré pour le transport intercontinental par bateau,.
Selon l'Agence internationale pour les énergies renouvelables (IRENA), dans le cadre du transport à grande échelle de l'hydrogène, il est probable que l'utilisation de canalisations soit le moyen préféré jusqu'à des distances de l'ordre de 7 000 km, et au-delà, l'ammoniac devient intéressant pour le transport par bateau. L'hydrogène liquide resterait un marché de niche seulement pour de grandes quantités sur une distance de l’ordre de 3000-4000 km, ce qui entrave son avenir.
En décembre 2021, le prototype d'« hydrogénier » (bateau transportant de l'hydrogène liquéfié) Suiso Frontier de Kawasaki Heavy Industries quitte le port japonais de Kobe pour aller à Hastings, en Australie, où il doit récupérer une cargaison d'hydrogène liquéfié ; deux mois plus tard, il effectue à Kobe la première livraison maritime de ce gaz. Mais fin janvier, une vanne automatisée de l'unité de combustion du gaz, mal dimensionnée lors de la conception, provoque une fuite. Kawasaki est obligé à revoir ses plans et ses procédures de contrôle automatisé. Le Suiso Frontier n'est qu'un prototype, capable de transporter au maximum 1 250 m3 d'hydrogène, soit plus de 200 fois moins que la moyenne des méthaniers.
En juillet 2022, des chercheurs de l'université Deakin (Australie) présentent dans la revue scientifique « Materials Today » un procédé nouveau pour stocker l'hydrogène, ainsi que d'autres gaz, sous la forme d'une simple poudre, grâce à son absorption par du nitrure de bore. L'hydrogène absorbé est conservable dans un contenant sous vide et à température ambiante, donc stockable sans danger. Pour libérer l'hydrogène fixé, il suffit de chauffer la poudre, qui ne perd que 2 % de sa capacité d'absorption à chaque extraction.
En février 2023, la start-up HySiLabs lève 13 millions € pour créer un pilote industriel de sa technologie de transport de l'hydrogène sous forme d'hydrure de silicium liquide, avec l'appui d'Equinor Ventures et EDP Ventures.
En mai 2023, TotalEnergies, GTT et Bureau Veritas s'associent au norvégien LMG Marin pour développer un « hydrogénier », un navire inspiré du méthanier, qui pourra transporter l'hydrogène à l'état liquide. La production d'hydrogène vert sera probablement produite à moindre coût dans les régions où l'éolien et le solaire sont bon marché et abondants : Afrique, Moyen-Orient et Amérique du Sud, et il faudra l'exporter vers les lieux de consommation. La liquéfaction apporte une réponse à l'un des gros problèmes de l'hydrogène, sa faible densité volumique. Mais il faut conserver l'hydrogène liquide à une température de −253 °C, nettement inférieure à celle du méthane liquéfié. Pour le maintenir à cette température, on doit consommer une partie de la charge énergétique de l'hydrogène ; cette perte vient s'ajouter à celles subies au moment de la production : environ 30 % à l'électrolyse, puis 30 % de nouveau à la liquéfaction. De plus, on ne peut pas conserver le gaz sans pertes : durant le transport, une partie va se regazéifier ; on récupère ce gaz pour la consommation énergétique à bord. Finalement, le rendement ne serait pas supérieur, aujourd'hui, à 35 %. Le consortium franco-norvégien se donne trois ans pour concevoir un bateau d'une capacité de 150 000 m3, comparable aux méthaniers actuels.
Le 22 octobre 2024, l'Agence fédérale allemande des réseaux donne son feu vert définitif au projet de construction du réseau primaire d'hydrogène allemand de 18,9 milliards d'euros. Ce réseau aura une longueur totale de 9 040 km à son achèvement prévu en 2032. Environ 60 % des canalisations seront issues de l'exploitation du gaz naturel et reconverties à l'hydrogène, et le restant sera construit. Treize points de passage vers des pays voisins sont prévus, car la majeure partie de la demande allemande sera couverte par des importations. La puissance d'injection du réseau sera de 101 GW et sa puissance de soutirage de 87 GW.

## Rentabilité de la chaine électricité → hydrogène → électricité
Selon l'ADEME, le rendement de la conversion Électricité → Hydrogène → électricité  (en anglais : «Power-to-H2-to-Power») est de l’ordre de 25 %, voire 30 % avec les meilleurs équipements actuels ; ce rendement énergétique est très inférieur à celui de la combustion directe d'un autre carburant, ou du stockage électrochimique par accumulateurs ou batteries (environ 70 %), mais selon les usages et contextes, les avantages et les contraintes de ces deux solutions peuvent rendre plus avantageuse l'une ou l'autre, ou une combinaison des deux[réf. nécessaire].
Ulf Bossel, spécialiste allemand des piles à combustible, souligne en 2006 que l'électricité produite par les piles à combustible est quatre fois plus coûteuse que celle distribuée par les réseaux électriques du fait du très faible rendement (20 à 25 %) de la chaine électricité → hydrogène → électricité. Il en conclut que « les lois fondamentales de la physique ne pouvant pas être conjurées par la recherche, les politiques ou les investissements, une économie de l'hydrogène ne pourra jamais avoir de sens »,.
Selon Samuele Furfari, professeur en géopolitique de l'énergie à l'université libre de Bruxelles, cité par la revue Nature Climate Change, du seul point de vue de la rentabilité énergétique, l'hydrogène n'est intéressant que quand il est utilisé comme solution à l'intermittence des énergies renouvelables, et qu'il est un non-sens économique dans les autres cas ; dans d'autres publications il considère cette solution comme étant une « utopie ». 
Dans le même article, le Néerlandais Ad van Wijk considère quant à lui que l'efficacité ne doit pas être la seule référence, il faut aussi tenir compte du coût global : « un même panneau solaire génèrera 2 à 3 fois plus d'énergie au Sahara qu'aux Pays-Bas. Si vous convertissez cette énergie en hydrogène, le transportez ici et le reconvertissez en énergie via une pile à combustible, vous vous retrouvez avec plus d'énergie que si vous installez ce panneau solaire sur un toit néerlandais. » ; il ajoute qu'un câble électrique transporte au mieux 1 à 2 GW, alors qu'un gazoduc moyen (10 à 20 fois moins cher à construire) en transportera 20 GW.
D'autres attachent plus d'importance au fait que l'hydrogène n'émet pas de CO2 en brûlant, ce qui en fait un vecteur énergétique idéal en zone densément habitée.
En matière de volume, de rentabilité et d'intérêt écologique - à condition que l'hydrogène soit « vert » - l'industrie lourde (métallurgie notamment) et la chimie constituent le premier potentiel, mais les entreprises ne sont pas prêtes à payer un gaz vert plusieurs fois plus cher que le gris (en 2020) ; ce qui explique, selon Philipp Niessen, directeur pour l'industrie et l'innovation à la Fondation européenne pour le climat, « une poussée de l'industrie lourde pour intégrer l'hydrogène vert dans le transport routier afin que les propriétaires de voitures privées supportent une partie des coûts initiaux. Mais nous pensons que ce sera une ressource rare et qu'il est plus logique d'augmenter la demande dans des secteurs tels que l'industrie lourde où il n'y a pas d'alternative à la décarbonation ».

## Impact environnemental
Une étude parue en juillet 2022 dans la revue Atmospheric Chemistry and Physics de l'Union européenne des géosciences évalue les risques climatiques liés à la production et à l'utilisation d'hydrogène vert ou bleu. Ces risques découlent surtout des fuites d'hydrogène, non négligeables du fait que sa molécule H2, le dihydrogène, est une très petite molécule, connue pour son aptitude à fuir dans l'atmosphère. L'hydrogène présente alors un potentiel de réchauffement important sur les premières années, qui avait été négligé jusqu'ici, car la méthodologie utilisée ne considérait que le potentiel de réchauffement sur un siècle. L'étude modélise les effets de serre dus aux fuites d'hydrogène et conclut que, pour un taux de fuite de 1 %, l'effet est limité, mais pour un taux de fuite de 10 %, il réduit de moitié les gains climatiques apportés par l'hydrogène vert sur les deux premières décennies et de 20 % sur 100 ans. Pour l'hydrogène bleu, en tenant compte des émissions de méthane, le bilan climatique pourrait devenir pire que celui de l'hydrogène d'origine fossile sur plusieurs décennies. L'ONG américaine Environmental Defense Fund s'appuie sur cet article pour alerter sur la nécessité de mesurer ces fuites et de les réduire, en particulier en produisant l'hydrogène vert sur les sites de consommation,.

## Mise en œuvre d'une économie hydrogène
L'économie de l'hydrogène est de plus en plus invoquée pour ses potentielles perspectives d'avenir, en particulier :
- stocker les excédents des énergies renouvelables intermittentes (éolien, solaire, énergie marémotrice, etc.) ;
- contribuer à la décarbonation de l'économie : transport longue distance, industrie lourde, chimie, carburants, etc, où l'hydrogène peut remplacer les combustibles fossiles.

L'impact climatique de l'hydrogène dépend entièrement de la manière dont on le produit, qui peut être propre, ou sale s'il provient d'hydrocarbures fossiles ou d'une agrochimie controversée ; Dries Acke (responsable du programme énergie à la Fondation européenne pour le climat, qui vise à catalyser la transition vers une économie neutre en carbone « l'efficacité énergétique, les énergies renouvelables et l'électrification directe sont les principales solutions [au changement climatique]. L'hydrogène intervient autour de cela. Il est essentiel pour atteindre le zéro net dans certains secteurs comme l'industrie, mais nous parlons des derniers 20 % de réduction des émissions ».

### Monde
L'Agence internationale de l'énergie (IEA) a salué son « vaste potentiel » dans un tout premier rapport sur l'hydrogène en juin 2019 .
Selon Bloomberg New Energy Finance l'hydrogène propre « peut aider à réduire le tiers le plus difficile des émissions mondiales de gaz à effet de serre d'ici 2050 » en mars 2020.
Dans un premier temps l'économie de l'hydrogène visait de grands acteurs industriels ou institutionnels, en raison des couts d'investissements liés à son caractère émergent. Mais des usages plus "grands publics" semblent devoir apparaitre avec la démocratisation de la pile à hydrogène ou par exemple une première chaudière murale à hydrogène domestique mise en service (Pays-Bas) mi-2019 avant un test de plus grande envergure est prévu en Grande-Bretagne (plus de 400 machines installées d’ici fin 2020).
En 2020, dans le cadre des plans de relance économique, de nombreux projets d'électrolyseurs ont vu le jour, avec des tailles de projets annoncés passant de 10 MW à 1 à 10 GW pour entrée en service en 2030, soit une multiplication par 100 ou 1 000 de la taille des électrolyseurs annoncés en un an ; 80 GW sont en cours de développement, dont 50 GW annoncés en 2020,.
Le numéro deux mondial des gaz industriels, Air Liquide, prévoit en mars 2021 de tripler son chiffre d'affaires tiré de l'hydrogène, qui assure aujourd'hui moins de 10 % de ses revenus, passant de 2 milliards € aujourd'hui à plus de 6 milliards € en 2035. L'hydrogène représente près de 30 % des émissions d'Air liquide, soit quelque 9 millions de tonnes par an. La firme annonce des capacités d'électrolyse de 3 000 MW en 2030, de quoi assurer 120 millions de tonnes d'hydrogène vert par jour. Elle compte aussi produire de l'hydrogène à partir de biométhane. Au total, près de la moitié de l'hydrogène d'Air Liquide sera produite de façon décarbonée entre 2030 et 2035.
En janvier 2023, une étude de l'Office européen des brevets et de l'Agence internationale de l'énergie révèle que les États membres de l'Union européenne ont déposé 28 % des brevets concernant l'hydrogène au cours de la décennie 2011-2020, devant le Japon (24 %) et les États-Unis (20 %). L'Europe domine le dépôt de brevets sur les électrolyseurs (28 %) ; elle est également en tête sur les dépôts liés au stockage et à la distribution de l'hydrogène (33 %) ; le Japon domine les dépôts de brevets liés aux utilisations finales (28 %), en particulier pour l'automobile. La France se situe au deuxième rang européen derrière l'Allemagne et devant les Pays-Bas, avec 6 % des brevets déposés au niveau mondial.
Une étude de Deloitte évalue le marché de l'hydrogène en 2050 à 1 400 milliards de dollars et le commerce mondial de 280 milliards de dollars par an. L'hydrogène vert pourrait représenter 85 % de la production en 2050 contre moins de 1 % en 2022. En 2050, quatre régions pèseront ensemble 45 % de la production mondiale d'hydrogène et 90 % du commerce international. L'Afrique du Nord et l'Australie ont le potentiel d'exportation le plus élevé (44 Mt et 16 Mt d'hydrogène respectivement), suivis par l'Amérique du Nord et le Moyen-Orient, puis l'Amérique du Sud et l' Afrique subsaharienne. L'Afrique du Nord aurait des coûts de production quatre fois inférieurs à ceux de l'Europe en 2050, du fait de son potentiel massif d'énergies renouvelables. L'hydrogène pourrait y engendrer des revenus de 110 milliards de dollars par an en 2050. Selon le rapport, le coût d'installation des panneaux solaires devrait chuter de 45 % entre 2020 et 2050, celui des éoliennes terrestres de 18 % et le prix des électrolyseurs des deux tiers. Le Chili aurait les coûts de production les moins élevés au monde, en dessous de 1 dollar le kilo, suivi par l'Afrique subsaharienne, le Mexique, la Chine, l'Australie et l'Indonésie. La production de l'Europe ne couvrirait pas ses besoins, et le Japon et la Corée du Sud pourraient passer de leur dépendance actuelle au GNL à une dépendance aux importations d'hydrogène vert. Le transport de l'hydrogène sur de longues distances reste un défi. En raison de son point d'ébullition très bas, la liquéfaction de l'hydrogène nécessite une consommation d'énergie importante ; les solutions devraient passer par des dérivés comme l'ammoniac ou le méthanol.

### Europe
En Europe, la mise en œuvre d'un économie hydrogène est organisée par différents acteurs. Le partenariat public-privé Fuel Cell and Hydrogen Joint Undertaking (FCH JU) Hydrogen Europe gère le financement de projets de recherche et de développement. Il est géré par la Commission européenne, l'association d’industriels Hydrogen Europe et l'association d'entités de recherche Hydrogen Europe Research.
En 2018, l'hydrogène figure dans les huit scénarios d'émissions nettes nulles de CO2 de la Commission européenne pour 2050. Et le Pacte vert pour l'Europe engage l’Europe à devenir le premier continent climatiquement neutre du monde d’ici 2050. NEL, fabricant d'électrolyseurs, annonce la création d'une usine avec une capacité de production de 360 MW/an, soit 10 fois sa production annuelle.
Le 8 juillet 2020, la Commission a présenté son projet hydrogène à l'horizon 2050, avec l'objectif de porter l'hydrogène à 12 ou 14 % du mix énergétique ; la capacité de production devrait atteindre 6 GW en 2024, puis 40 GW en 2030. La Commission estime les besoins d'investissements entre 180 et 470 milliards d'euros d'ici à 2050. Thierry Breton, commissaire européen chargé du Marché intérieur, annonce la création d'une « alliance de l'hydrogène » regroupant industriels, États-membres et représentants de la société civile pour « réindustrialiser l'Europe tout en respectant l'impératif climatique ». La Commission a finalement proposé, au terme de rudes débats internes, de n'exclure aucun mécanisme de production d'hydrogène dans un premier temps : le nucléaire sera maintenu parmi les candidats potentiels, ainsi que les énergies fossiles avec technologies de capture du carbone.
Les gestionnaires de réseaux gaz GRTgaz (français) et Creos (luxembourgeois et allemand) annoncent en juillet 2020 la création, sur la base d’infrastructures existantes, du réseau d'hydrogène MosaHyc (Moselle Sarre Hydrogène Conversion) à l’horizon 2022 ; ce gazoduc transfrontalier de 70 km desservira des industries mosellanes, sarroises et luxembourgeoise. Sur la plateforme de Carling, Uniper s'apprête à fermer la centrale thermique à charbon Émile-Huchet, libérant une emprise qui pourrait accueillir une unité de production d'hydrogène par électrolyse. Une étude publiée en 2019 par neuf opérateurs du secteur démontre la possibilité d'intégrer à court terme et sans adaptation majeure 10 %, puis 20 % d'hydrogène dans le mix gazier, avant d'envisager à l'horizon 2050 des « clusters » 100 % hydrogène.
Les projets industriels cherchant à réduire le coût de production d'hydrogène décarboné par un changement d'échelle radical se multiplient : le norvégien Nel annonce fin janvier 2021 un projet de construction d'une nouvelle ligne de production automatisée capable de produire jusqu'à 500 MW par an, espérant ainsi diviser quasiment ses coûts de production par 2 ; le projet du CEA et de Schlumberger de construction d'une « gigafactory » à Béziers à partir de 2025 atteindrait une capacité de production annuelle de 1 GW, avec selon le CEA une cible de moins de 2 € le kilo d' hydrogène vert, contre un prix qui oscille entre 4 et 6 € en 2020. Siemens Energy et Air liquide annoncent également en février 2021 la signature d'un protocole d'accord afin de produire des électrolyseurs à l'échelle industrielle en France et en Allemagne. Trois technologies sont envisagées : la technologie la plus mature est l'électrolyse alcaline qui affiche près de 80 % de parts de marché, mais certains industriels comme Siemens Energy, Linde ou Air liquide parient sur le potentiel de la technologie de l'électrolyse PEM, plus réactive face à l'intermittence des énergies renouvelables mais plus chère ; le CEA et Schlumberger explorent une troisième voie, qui jusqu'alors n'a été testée qu'en laboratoire : celle de l'électrolyse à haute température, qui promet d'augmenter les rendements de 20 à 30 %.
Le 21 septembre 2022, la Commission européenne annonce l'adoption d'un deuxième PIIEC (Projet important d'intérêt européen) sur l'hydrogène. Le premier, adopté en juillet 2022, regroupait une cinquantaine de projets centrés sur les transports. Le deuxième, doté de 5,2 milliards d'euros de fonds publics, vise à stimuler l'approvisionnement en énergie renouvelable ou à faible émission de carbone, et à permettre le premier déploiement industriel de solutions propres dans des secteurs comme le ciment, l'acier ou encore le verre. Il réunit 13 États membres, parmi lesquels les Pays-Bas, l'Espagne, la Belgique et la France, totalisant 29 entreprises pour 35 projets.
L'alliance H2eart des opérateurs européens de stockage préconise que l'Union européenne se fixe un objectif de stockage de 45 TWh à l'horizon 2030.

#### Allemagne
Le ministre de l'Économie, Peter Altmaier, promet le 5 novembre 2019 la finalisation d'ici la fin de 2019 d'une stratégie nationale pour « poser les jalons pour que l'Allemagne devienne le numéro un mondial des technologies de l'hydrogène ». L'Allemagne couvre plus de 40 % de sa consommation d'électricité par les énergies renouvelables et le pays veut porter cette part à 65 % en 2030 ; pour se passer du charbon à partir de 2038, alors qu'il fournissait encore 38 % de la consommation électrique du pays en 2018, il faudra stocker l'énergie produite par les éoliennes et le solaire sous forme d'hydrogène produit par électrolyse, afin de l'utiliser directement, par exemple dans les industries chimique ou sidérurgique, ou comme carburant pour les voitures à hydrogène dont le nombre devrait atteindre 60 000 en 2022.
Le 10 juin 2020, le conseil des ministres allemand adopte sa « stratégie nationale pour l'hydrogène », qui va mobiliser 7 milliards des 130 milliards d'euros du plan de relance allemand : l'Allemagne ambitionne de devenir « le fournisseur et producteur numéro 1 » d'hydrogène. L'objectif est d'atteindre en 2030 une capacité de production d'hydrogène issu de sources d'énergies renouvelables de 5 GW, puis de 10 GW en 2040. Le procédé d'électrolyse de l'eau pour produire de l'hydrogène entraîne une déperdition d'énergie de 30 % ; le gouvernement estime donc qu'il faudra 20 TWh d'électricité renouvelable pour produire les 14 TWh d'hydrogène correspondant aux 5 GW visés. Le gouvernement prévoit 2 milliards d'euros supplémentaires pour développer et sécuriser son approvisionnement au travers de partenariats internationaux ; un premier partenariat a été signé le même jour avec le Maroc. Les efforts seront concentrés sur les secteurs les plus proches de la viabilité économique ou qui ne peuvent être décarbonés autrement, en premier lieu celui de l'acier, qui représentant environ 30 % des émissions de CO2 de l'industrie allemande, ainsi que la chimie et les transports de marchandises ou collectifs ; sous la pression de l'Union CDU-CSU, le plan prévoit aussi 2,1 milliards d'euros de subventions à l'achat de voitures particulières à l'hydrogène sur une enveloppe totale de 3,6 milliards,.
En août 2022, le Canada et l’Allemagne annoncent la création d’une « alliance pour l’hydrogène » ouvrant la voie à une « chaîne d’approvisionnement transatlantique ».

#### France
En 2019, l’hydrogène consommé en France répond presque exclusivement à des usages industriels non énergétiques, principalement dans les secteurs du raffinage pétrolier et de la chimie. L’hydrogène utilisé dans ces procédés est produit surtout à partir de combustibles fossiles (à 95 % à partir de gaz, pétrole et charbon), émetteurs de CO2. Une partie de cette production est « fatale », inhérente aux activités industrielles concernées. Une autre (environ 40 %) est produite par des unités dédiées de vaporeformage du méthane : elle pourrait être remplacée par de l’hydrogène bas-carbone produite par électrolyse, l’électricité produite en France est déjà très largement décarbonée (à 93 %) et la fermeture annoncée des dernières centrales au charbon en améliorera encore le bilan carbone.
En 2015, quelques collectivités françaises disposent de plans de déploiement de stations de distribution d'hydrogène pour des véhicules à hydrogène, et le département de la Manche s'est déjà doté d'une « stratégie hydrogène ».
En février 2016, un avis de l'Ademe rappelle les limites et contraintes de la filière (notamment rendement assez faible et surtout encore évalué à 150 €/MWh pour 2030, soit deux à quatre fois le prix actuel du gaz naturel selon un travail prospectif de l’Agence internationale de l'énergie, mais encourage néanmoins le développement de l'hydrogène qui peut selon l'Ademe, grâce à ses qualités de vecteur énergétique trouver sa place dans le mix énergétique futur. 
Le 9 mai 2016, dans le cadre de la « Nouvelle France industrielle », et à la suite d'un rapport de mission des Conseils généraux de l’économie et de l’environnement, un appel à projets du ministère de l'Environnement vise à développer une économie de l'hydrogène, via la création de chaînes intégrées et complètes de production, de conditionnement, de distribution et de valorisation d’hydrogène dans certains territoires dits « territoires hydrogène ». Les projets peuvent par exemple porter sur la mobilité, l'alimentation énergétique de sites isolés, le lissage de la production énergétique de sources intermittentes, l'injection d'hydrogène dans le réseau de gaz, des usages industriels dont cogénération . Le rapport de mission cité plus haut conclut que l’hydrogène-énergie pourrait devenir « visible » vers 2025-2030. Il recommande de structurer la filière via une feuille de route, une gouvernance adaptée et un soutien aux techniques de sécurisation, de réduction des coûts et aux technologies matures et de rupture du Programme des investissements d'avenir (PIA). L'AAP espère « montrer qu'un territoire, dès lors qu'il utilise une source d'hydrogène décarbonée pour satisfaire plusieurs utilisations, peut générer un développement économique rentable et écologique. » La notion de territoire peut ici désigner un territoire urbain, rural, mais aussi des zones d'activités, ports et aéroports, ou des îles.

En 2017, un « Conseil de l'hydrogène » est créé par 13 industriels pour soutenir son développement au sein la transition énergétique, puis mi-2017 un club des élus ambassadeurs de l'hydrogène qui se forme en lien avec l’association française pour l'hydrogène et les piles à combustible (Afhypac), visant le partage d’expériences (sur les freins et leviers de la filière) et un décloisonnement des pratiques (selon Philippe Boucly, son 1er vice-président). Dans le cadre de la Nouvelle France industrielle, l'Afhypac a lancé une initiative « France Hydrogène » appuyant le développement de PPP et la R&D, et rester compétitif face au Japon, à l'Allemagne, et à la Californie). L'Afhypac dit avoir été rejoint par des équipementiers comme Plastic Omnium et Faurecia, par DCNS et par de nombreuses startups et PME. De 2014 à 2017 le nombre de PME et startup adhérentes à l'Afhypac est passé de 13 à 38 (triplement).
Le club demande à Nicolas Hulot la création, à l'image du Fonds Chaleur géré par l'Ademe d’un fonds pour la mobilité durable (au-delà de la seule voie de l’hydrogène). L'Ademe reconnaît manquer de moyens pour soutenir la mobilité soutenable, et priorise le soutien à l'animation de terrain autour de l'écomobilité et de la multimodalité, pour faire évoluer les comportements de mobilité.
Le 1er juin 2018, le gouvernement français a présenté un plan de « déploiement de l’hydrogène pour la transition énergétique » qui cible les transports, accompagné d'un budget de 100 millions d'euros par an.
Le 2 avril 2019, EDF lance sa nouvelle filiale Hynamics dont l'objet est la production d'hydrogène par électrolyse de l'eau et sa commercialisation pour les usages industriels et pour les flottes de véhicules lourds.
En janvier 2020, RTE publie un rapport sur les perspectives de l'hydrogène bas carbone : à l’horizon 2030-2035, l’enjeu du développement  de l’hydrogène bas carbone participe d’une démarche de décarbonation, pour les usages actuels de l’hydrogène dans l’industrie (le remplacement du vaporeformage par l’électrolyse tel que prévu par les orientations des pouvoirs publics conduit à une réduction des émissions en France d'environ six millions de tonnes de CO2 par an à l’horizon 2035, soit un peu plus de 1 % des émissions nationales), mais potentiellement aussi pour la mobilité lourde ou, à moyen terme, pour alimenter le réseau de gaz existant en substitution du gaz fossile ; à plus long terme (horizon 2050), les scénarios reposant très majoritairement sur les énergies renouvelables devront nécessairement s’appuyer sur du stockage ; la boucle power-to-gas-to-power, via l’hydrogène, constitue une option à considérer, malgré son faible rendement énergétique (entre 25 % et 35 % selon les technologies actuelles). L’intégration au secteur électrique d’électrolyseurs en grand nombre se traduit par une consommation d’électricité de l’ordre de 30 TWh à horizon 2035, soit 5 % de la production décarbonée prévue à cet horizon, ce qui ne présente pas de difficulté technique particulière, car les électrolyseurs sont par nature flexibles et pourront s’effacer lors des pointes de consommation. La capacité des électrolyseurs à faire varier leur niveau de consommation électrique en quelques secondes leur permet de fournir des services au système électrique, pour l’équilibre offre-demande et pour l’exploitation du réseau, mais la valeur associée à la fourniture de ces services devrait être limitée au regard des coûts des électrolyseurs ; un cas d’intérêt particulier est identifié : la localisation d’électrolyseurs sur les côtes normandes pour contribuer à la résolution des congestions sur le réseau de l’axe Normandie-Manche-Paris en cas de fort développement de la production électrique (éolien en mer et nucléaire) sur cette zone. L'étude de RTE compare les coûts collectifs (intégrant une hypothèse de valeur du carbone) de trois modes opératoires possibles pour les électrolyseurs : 1) approvisionnement sur le marché pendant les périodes de surplus renouvelable ou nucléaire ; 2) approvisionnement sur le marché de l’électricité en base, hors situations de tension ; 3) couplage avec de la production renouvelable (par exemple photovoltaïque) dans le cadre de modèles « locaux ». Alors que le coût de l'hydrogène produit par vaporeformage est de 1,8 €/kg H2 avec une valeur du carbone de 30 €/t et de 4,9 €/kg H2 avec une valeur du carbone de 375 €/t, les modes 2 et 3 ont un coût intermédiaire entre ces deux valeurs : respectivement 3,0 €/kg H2 et 3,5 €/kg H2 ; le coût du mode 1 apparaît beaucoup trop élevé : 6,7 €/kg H2. Le développement de la production d'hydrogène bas carbone dépendra donc de l’évolution de la fiscalité et du soutien public.
En janvier 2021, Air Liquide prend une participation de 40 % dans H2V Normandy, qui développe à Port Jérôme (Seine-Maritime) un projet d'usine de production d'hydrogène par électrolyse de l'eau. Cette usine vise une capacité de 30 000 tonnes par an et une puissance de 200 MW, ce qui en fait le plus gros projet au monde de production d'hydrogène par électrolyse. Air Liquide envisage de commercialiser cet hydrogène bas carbone à ses clients de la plateforme pétrochimique de Port Jérôme, ainsi que dans la « mobilité décarbonée lourde » des camions et bateaux fluviaux. Ce type de projet nécessite un soutien public français, européen, et régional pour financer le différentiel de coût entre la production d'hydrogène gris et d'hydrogène bas carbone.
En août 2021, quatre acteurs au moins ont présenté leurs projets pour implanter des usines de production d'électrolyseurs sur le territoire français : McPhy, Genvia, Elogen et John Cockerill. Ces projets IPCEI (Important Projects of Common European Interest) sont en cours d'instruction et devront être validés par la Commission européenne pour pouvoir bénéficier des aides massives de France Relance et des Investissements d'avenir. Le gouvernement va dépenser 7 milliards d'euros en moins de dix ans pour soutenir la filière industrielle des électrolyseurs ; il vise d'ici à 2030 des capacités de production d'hydrogène décarboné par électrolyse de l'eau de 6,5 GW et 100 000 à 150 000 emplois.
Le 8 mars 2022, le ministre de l'Économie Bruno Le Maire dévoile la liste des 15 premiers projets du volet hydrogène de France Relance doté de 7 milliards €. La start-up française Elogen, ex-Areva H2Gen, filiale de l'ingéniériste gazier GTT (Gaztransport et Technigaz), va construire une gigafactory d'électrolyseurs à Vendôme (Loir-et-Cher), conçue pour produire 1 GW par an d'électrolyseurs de grande capacité à partir de 2025. Elogen fabrique déjà depuis janvier 2022, sur son site des Ulis (Essonne), 160 MW/an d'électrolyseurs, soit la plus grande capacité de production sur le territoire français selon son directeur général.
Le 13 avril 2022, EDF annonce 2 à 3 milliards € d'investissements pour parvenir à produire 450 000 tonnes par an d'hydrogène en 2030 grâce à une capacité de production d'hydrogène par électrolyse de l'eau de 3 GW, évitant l'émission de 3 millions de tonnes de CO2 par an. Engie vise 4 GW de capacité de production d'hydrogène en 2030, et Air Liquide et TotalEnergies se lancent aussi sur ce créneau.
Le 28 septembre 2022, la Première ministre Élisabeth Borne présente la liste des dix premiers projets retenus par Bruxelles et Paris pour amorcer la création d'une filière hydrogène en France ; ces projets font partie des 41 projets centrés sur la mobilité sélectionnés par la Commission européenne dans le cadre d'un PIIEC (projet important d'intérêt commun). L'État français va investir 2,1 milliards € qui accompagneront 3,2 milliards € d'investissement des acteurs privés. À Belfort, McPhy va lancer un programme de développement et de premier déploiement industriel d'électrolyseurs alcalins de nouvelle génération. À Saint-Fons (Rhône), Symbio-Hymotive va industrialiser une nouvelle génération de piles à combustible plus performante et à coût très réduit. Alstom va développer une locomotive de manœuvre à hydrogène. Arkema mettra au point des matériaux durables de haute performance qui serviront à l'hydrogène pour la mobilité. Plastic Omnium va construire à Venette, un site de production de réservoirs à hydrogène. Trois autres vagues de projets européens sont attendues. La prochaine, autorisée la semaine précédente par la Commission européenne, soutiendra la production et les usages de l'hydrogène décarboné. Pour les deux dernières vagues, une dizaine de dossiers restent en lice, centrés sur les infrastructures de production et de la mobilité hydrogène. Autre projet soutenu dans le PIIEC, l'usine de Béziers de Genvia produira des électrolyseurs à haute température.
En 2024, Storengy, filiale d'Engie, premier opérateur de stockage gazier en Europe, qui gère 75 % des capacités françaises, effectue des tests sur plusieurs sites de cavités salines jusqu'ici utilisés pour le stockage de gaz naturel et souhaiterait amener à l'horizon 2030 au stade de la décision d'investissement des projets d'une capacité de 1 TWh.
Le 16 avril 2025, la nouvelle version de la stratégie hydrogène française est publiée, cinq ans après la première (2020). Elle ramène les objectifs de capacité de production de 6,5 à 4,5 GW en 2030, et de 10 à 8 GW en 2035. 150 projets ont été soutenus, mais la filière se plaint du retard pris dans les soutiens à la production. Les projets de grandes infrastructures, notamment celles qui doivent relier l'Espagne à l'Allemagne par la liaison BarMar, ne sont pas une priorité, le Gouvernement n'étant pas convaincu de leur intérêt.
Le rapport de la Cour des comptes sur le soutien au développement de l'hydrogène décarboné, publié le 5 juin 2025, critique le choix de fonder la stratégie de production décarbonée d'hydrogène sur l'électrolyse de l'eau, excluant la voie de la séquestration du carbone émis par le vaporeformage. Il réévalue en hausse le coût pour les finances publiques du programme de décarbonation de l'hydrogène, entre 9,6 et 13 milliards €,. Il suggère, selon  Les Échos, pour le cas où la production par électrolyse resterait durablement non compétitive, que les soutiens à la production puissent prendre la forme de contrats pour différence. Il préconise de revoir à la baisse les objectifs de production, jugés irréalistes, et de réduire la part des aides à la mobilité et d'augmenter celle des aides aux infrastructures de transport et de stockage, qui conditionnent la possibilité d'exploiter les électrolyseurs de manière flexible,.

#### Royaume-Uni
Le gouvernement britannique présente le 17 août 2021 son plan de développement de la production d'hydrogène. L'objectif est d'atteindre 5 GW de production à l'horizon 2030 grâce à 4,7 milliards € de co-investissements avec le secteur privé d'ici à 2030 ; l'hydrogène pourrait représenter de 20 % à 35 % de la consommation énergétique du pays d'ici à 2050.

### Japon
Le gouvernement conservateur de Fumio Kishida prévoit en 2023 de mobiliser, sur quinze ans, 15 000 milliards de yens, soit 100 milliards d'euros, en fonds publics et privés, pour construire un réseau d'approvisionnement international et multiplier les usages du gaz au Japon. La consommation japonaise d'hydrogène passerait de deux millions de tonnes par an en 2022 à 12 millions de tonnes en 2040. Le gouvernement compte stimuler le recours à hydrogène, ou à l'ammoniac, dans l'industrie lourde (production d'acier), le résidentiel, la mobilité ou en cogénération (hydrogène mélangé à du gaz naturel) dans ses centrales électriques ; il prévoit d'importer l'essentiel de son hydrogène. Il prévoit de mobiliser 60 milliards d'euros d'argent public, sur dix ans, notamment pour soutenir les projets de ses grands industriels et leurs technologies en Australie, en Asie du Sud-Est, au Moyen-Orient et en Amérique latine sur des dizaines de sites fabriquant différentes formes d'hydrogène : un peu d'hydrogène vert, produit à partir d'énergies renouvelables, mais pour l'essentiel de l'« hydrogène bleu » (issu d'énergies fossiles et avec captage du CO2), et surtout de l'hydrogène gris, fabriqué à partir de charbon ou de gaz sans captage. Le Renewable Energy Institute regrette ce faible engagement en faveur de l'hydrogène vert et rappelle les considérables retards des précédents plans hydrogène japonais : alors que le Japon assurait, à la fin des années 2010, que 200000 véhicules fonctionnant sur des piles à combustibles parcourraient ses routes en 2025, il y en a moins de 8 000 en 2023.

### Chili
Le Chili dispose de conditions d'ensoleillement et de vents permettant la production d'hydrogène vert la moins chère du monde. Les principaux projets sont localisés au sud du Chili, dans la région de Magallanes et au nord, dans la région d'Antofagasta. L'objectif du gouvernement dans l'hydrogène vert pour 2030 est une production d'électricité pour l'électrolyse de 25 GW.